# 内藤義清
内藤 義清（ないとう よしきよ）は、戦国時代の三河国の武将。松平氏の家臣。

## 来歴・人物
旧三河守護家の細川氏被官と思しき内藤氏は応仁年間に三河国に移住したとされ、碧海郡姫郷に住んだ。祖父の代から同郡安祥城主の松平氏に仕え、父の重清は小川城主だったという。義清は寛正4年（1538年）三河国額田郡菅生に生まれ、現岡崎市唐沢町にある亀井戸は義清の産湯を汲んだ井戸という伝承がある。一方で幡豆郡野場に住んだとする文献もあり、また内藤氏自体が応仁年間になって三河に移住したとする前述の説や、義清の生国も近江国とする文献も見られる。
義清も父祖同様に松平氏に仕え、特に岡崎城主となった松平清康の元で活躍して右京進の官途名と上野城を与えられ、石川忠輔・植村氏義・天野貞有・林忠満とともに岡崎五人衆の一人に数えられたという。大永5年（1525年）尾張国の織田信秀が上野城を攻撃した際にはこれを撃退。享禄2年（1529年）東三河平定に従軍し、吉田城・宇利城の攻略に功があった。天文4年（1535年）松平清康が森山崩れで急死すると翌年には織田信秀が西三河に侵入したが、三河衆は井田野の合戦でこれを撃退した。義清もこの合戦に加わり手傷を負っている。天文6年（1537年）清康の遺児・広忠が今川氏の後援を得て三河に戻ると、これを支援した。同年末に没し、家督は子の清長が継承した。